# Търсачът: Началото на мрака
„Търсачът: Началото на мрака“ (на английски: The Seeker/The Seeker: The Dark Is Rising) е американско фентъзи от 2007 г., който е филмова адаптация на детския фентъзи роман „Началото на мрака“ от 1973 г., написан от Сюзън Купър. Филмът е режисиран от Дейвид Л. Кънингам и във филма участват Иън Макшейн, Александър Лудвиг, Франсис Конрой, Грегъри Смит и Кристофър Екълстън. „Търсачът: Началото на мрака“ е първият филм, който е продуциран от „Туентиът Сенчъри Фокс“ и „Уолдън Медия“ като част от партньорството на Фокс-Уолдън.